# Louis Gain
Louis Gain, né le 22 septembre 1883 à Mortain et mort le 31 janvier 1963 à Dreux, est un naturaliste et explorateur français. 
Il participe, en tant que naturaliste, puis en tant que météorologue, à de nombreuses expéditions scientifiques, notamment avec Jean-Baptiste Charcot sur le Pourquoi Pas ?. Il a été directeur adjoint de l'Office national de la météorologie de 1934 à 1940.

## Biographie

### L'enfance et les études[2]
Louis Albert René Gain est né à Mortain (Manche), le 22 septembre 1883. Son père, Désiré Gain et sa mère Léonie Briard ont quatre enfants : Alice, Gustave, Luce et Louis. Son père a commencé sa carrière en tant que dessinateur pour la Marine, avant de devenir conducteur de travaux publics, puis dessinateur pour la Compagnie des chemins de fer de l'Ouest.   
En 1903, Louis interrompt quelques mois ses études pour s’engager dans l’armée au 101e régiment d’infanterie. Après une licence en sciences, il prépare un doctorat à la chaire d’anatomie comparée du Muséum d'histoire naturelle de Paris.

### L’Antarctique avec Charcot, les campagnes océanographiques et le voyage au Turkestan

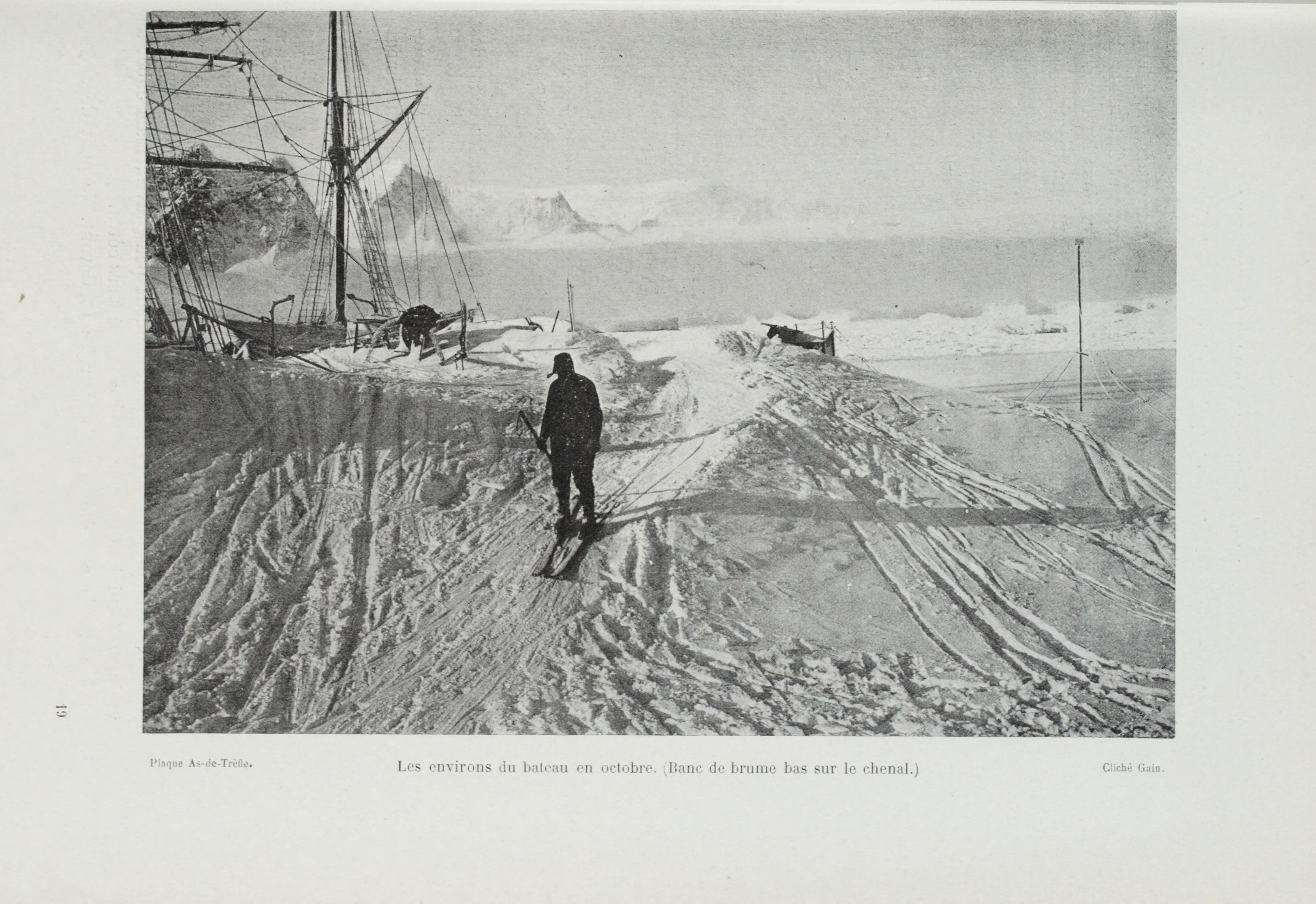
Cliché de Louis Gain pris pendant la seconde expédition Charcot dans l'Antarctique. Hivernage à l'île Pétermann

Sa constitution physique vigoureuse lui permet d’être retenu par le commandant Charcot pour participer à la première expédition du Pourquoi Pas ? en Antarctique, en tant que naturaliste. Le départ, très médiatisé, est donné le 15 août 1908, devant une foule nombreuse. À bord, outre l’équipage, on compte plusieurs scientifiques, notamment Jules Rouch, météorologue. Celui-ci épousera en 1913, Luce Gain et deviendra alors le beau-frère de Louis. 
Pendant toute l’expédition qui dure presque deux ans, Louis tient un journal, prend des photos, observe la faune et la flore de l’Antarctique, bague les manchots pour observer leurs déplacements.  
Il s’intéresse également au travail de Jules Rouch, aide à l’installation de la station météorologique à Port Circoncision sur l'île Petermann et inscrit dans son journal de nombreuses observations météorologiques. Son journal, une partie des photos qu'il a prises ainsi que plusieurs manchots naturalisés ont fait l'objet d'une exposition à Rouen en 2011.  
À son retour en France, tout en étant préparateur au muséum d’histoire naturelle, Louis participe, en tant qu'algologue, à trois campagnes océanographiques avec SAS le Prince de Monaco.et avec le comte Jean de Polignac sur les côtes africaines de mai à juillet 1913 . Pour le compte de la République Française, il réalise une mission au Turkestan avec son frère Gustave d’avril à juillet 1914, dont ils rapporteront une série de photographies en couleur.
Il est fait chevalier de la Légion d’Honneur à titre civil par décret présidentiel du 8 août 1913.

### La guerre de 14-18
Le 2 août 1914, Louis Gain est mobilisé comme sergent au 40e régiment d'infanterie. Son profil de scientifique et son goût pour la météorologie lui valent d’être en 1918 sélectionné pour devenir officier météorologiste. Il finira sa carrière au grade de capitaine. 
Il découvre pendant la guerre l’aviation, l’album de photos qu’il a constitué pendant cette période témoigne des nombreuses reconnaissances aériennes qu’il a effectuées.

### La carrière de météorologiste[16]
À la démobilisation, il retrouve son poste au Muséum d’histoire naturelle, pour quelques mois seulement, puisque le 6 septembre 1919, il est nommé chef du Service météorologique de la Navigation aérienne. En effet, pendant la guerre, des moyens importants ont été donnés à la météorologie, ce qui a généré à la fois des progrès mais aussi une forte attente en matière de prévision et d’assistance à l’aéronautique. Le Bureau central météorologique (BCM) créé en 1878 devient le 25 novembre 1920 l'Office national météorologique(ONM). On retrouve à sa tête les militaires qui se sont distingués dans ce domaine pendant la guerre. Louis Gain est ainsi nommé, dès 1921, inspecteur général de l’ONM avant d’en devenir directeur adjoint en 1934. À ce titre, il  sera membre de plusieurs commissions de l’Organisation météorologique internationale (OMI). Dès 1919, il publiera des articles scientifiques, dans le domaine de la météorologie. Son article sur « La prédiction des houles au Maroc » dans les Annales hydrographiques est qualifié de « première méthode satisfaisante pour le prévision des houles » dans un article de la même revue en 2010.  
Afin de préparer l'Année polaire internationale 1932-1933, il embarque de nouveau sur le Pourquoi pas ? en 1931, afin de repérer où installer la station météorologique de Scoresby Sund en Arctique. Lors d'une conférence à la Société astronomique de France, en juillet 1932, Jean-Baptiste Charcot est extrêmement élogieux sur son rôle dans la mission en mentionnant le rôle majeur de Louis Gain pour le succès de l’opération, à savoir trouver le meilleur emplacement possible pour l’observatoire aérologique.
Louis Gain est élevé au grade d’officier de la Légion d'honneur par décret présidentiel du 15 décembre 1932.
Tout au long de sa carrière professionnelle, il publie des articles liés à son expérience des glaces, notamment dans la revue La Météorologie éditée par la Société météorologique de France ou à des missions plus ponctuelles, au Maroc notamment. Il photographie et filme aussi, notamment des nuages pour l’élaboration d’une nouvelle édition de l’Atlas international des nuages. Il est également l’auteur de livres sur l’organisation et l’exploitation de postes météorologiques.
À la mort de Jean-Baptiste Charcot, il fait partie des hommes qui prennent la parole pour témoigner de leur respect pour celui qui fut plus qu’un compagnon de route.

### La retraite
Louis Gain est officiellement admis à la retraite le 9 juillet 1939 et se retire alors à Dreux (Eure-et-Loir). En pratique, compte tenu du contexte, il choisit de ne pas la prendre et de participer à l’organisation du transfert, en mai 1940, de l’exploitation centrale de l’ONM (station principale, transmissions.. ) de Paris à Barbezieux en Charente. Il en assure, ensuite, la direction opérationnelle jusqu’au 1er octobre 1940, date à laquelle il prend effectivement sa retraite. Il s’agit cependant d’une retraite active puisqu’il participe à la création du musée d'Art et d'Histoire de Dreux. Il préside la Société des Amis du Musée, de la bibliothèque et des archives de 1960 à 1963 et fait don au musée de trois albums de photos et de carnets rédigés lors de son expédition en Antarctique avec Jean-Baptiste Charcot. 
Il meurt le 31 janvier 1963 à Dreux où une rue porte son nom. 
Sa veuve, Marie Alberte Ledoux, qu'il a épousée dans le 7e arrondissement de Paris le 8 décembre 1920, est décédée à Dreux le 22 mai 1972. Ils sont tous deux inhumés au cimetière de Saint-André-de-l'Eure.

## Distinctions
- Officier de la Légion d'honneur (décret du 15 décembre 1932).

## Les expositions
Le musée d'Art et d'Histoire de Dreux lui a consacré une exposition en mai 2010.  
Toujours, en 2010, les archives départementales de la Seine-Maritime ont présenté un diorama avec des manchots ramenés par Louis Gain ainsi que plusieurs de ses photographies,dans le cadre de l'exposition Visions d'Antarctique, les compagnons du Pourquoi Pas ?.  
En 2016, à l'occasion des 80 ans du décès de Jean-Baptiste Charcot, une exposition "Quand Charcot gagnait le sud", à la Maison d'Amérique latine, présente plusieurs des photos qu'il a prises en Antarctique.  
En 2017, la mairie de Neuilly-sur-Seine commémore les 150 ans de la naissance de Jean-Baptiste Charcot avec une rétrospective « Jean-Baptiste Charcot, l'explorateur légendaire » et plusieurs photographies de Louis Gain sont exposées.  
En 2017, c'est au tour des archives départementales de la Manche de rendre hommage à Jean-Baptiste Charcot avec l'exposition « Les Horizons polaires du Pourquoi Pas ? Les manchots aux pôles ! » qui exploite les fonds Gain (Gustave et Louis), Marin Marie et Lucien Rudaux.
Du 1er juillet 2019 au 3 janvier 2021, le Muséum d'Histoire Naturelle du Havre organise à son tour une exposition : "L'aventure Charcot, du Havre à l'Antarctique". De nombreuses photos de Louis Gain illustrent le parcours proposé. 

## Œuvres
- Raoul Anthony et Louis Gain, 2e expédition antarctique française(1908-1910)- Embryologie des spheniscidae, Masson et Cie, 1915 (lire en ligne)
- Louis Gain, « La vie et les mœurs du pingouin Adélie », Actes du IXe congrès international de zoologie, Monaco, 1913, pp. 501-521.
- Louis Gain, « Campagne du Sylvana (février-juin 1913), mission Comte Jean de Polignac-Liste des stations », Bulletin de l'Institut océanographique, no 278,‎ 1913
- Louis Gain, « La prédiction des houles au Maroc », Annales hydrographiques,‎ 1919
- Louis Gain, « La prédiction des houles sur la côte atlantique du Maroc », Matériaux pour l'étude des calamités, Société de Géographie de Genève,‎ 1927
- Louis Gain, « Les glaces flottantes », La Météorologie,‎ 1935
- Albert Baldit et Louis Gain, Cours de météorologie à l’usage des observateurs de l’Office National Météorologique, Gautier-Villars, 1927 (lire en ligne)
- Louis Gain, « Charcot et les animaux des régions glacées australes », Bulletin Officiel du Yacht Club de France,‎ 1936
- Louis Gain, « La carrière du Pourquoi pas », Ciel et Terre,‎ 1936 (lire en ligne)
- Louis Gain, « Charcot et son œuvre scientifique », La Météorologie,‎ 1936
- Louis Gain, Carnet de reconnaissance de la terre de Graham du 18 septembre au 2 octobre 1909, conservé au musée de Dreux [lire en ligne]
- Louis Gain, Albums de photos de la première expédition du Pourquoi Pas ? en Antarctique [voir en ligne]